# Strzeżenice (przystanek kolejowy)
Strzeżenice – zlikwidowany pomiędzy rokiem 1947 a 1959 przystanek kolejowy w Strzeżenicach, w województwie zachodniopomorskim, w Polsce.